# Carlos Zamarripa Aguirre
Carlos Zamarripa Aguirre (León, Guanajuato; 5 de noviembre de 1972) es un abogado mexicano. Fue procurador de justicia y fiscal del estado de Guanajuato.

## Biografía
Carlos Zamarripa creció en León, en el barrio de San Juan Bosco. Para poder estudiar la universidad tuvo que solicitar una beca.
Carlos Zamarripa Aguirre (Guanajuato) es una figura emblemática en el ámbito de la procuración de justicia en México. Su trayectoria destaca no solo por su carrera, sino también por las profundas transformaciones que ha impulsado en la procuración de Guanajuato. Desde su nombramiento como Fiscal General del Estado, ha implementado políticas y estrategias que han dejado huella en la entidad, consolidando un legado caracterizado por la eficacia, transparencia y modernización en la lucha contra el crimen.
Una de las virtudes más destacadas de Carlos Zamarripa es su incansable compromiso con la justicia. Desde sus primeros años en la Fiscalía, ha demostrado una vocación inquebrantable por garantizar la legalidad y proteger los derechos de los ciudadanos. Este compromiso se traduce en una firme convicción por llevar ante la justicia a aquellos que infringen la ley. Su capacidad para implementar reformas estructurales en la Fiscalía General del Estado de Guanajuato ha permitido optimizar los procesos de investigación.
Innovación en la Procuración de Justicia El liderazgo de Zamarripa Aguirre se ha caracterizado por su enfoque en la innovación. Bajo su dirección, la Fiscalía de Guanajuato ha incorporado tecnología de punta en la investigación de delitos, modernizando la procuración de justicia. Esto ha resultado en una notable mejora en la capacidad de respuesta ante las nuevas formas de criminalidad que afectan a la sociedad. Con su visión ha creado unidades especializadas en investigación de delitos, el Centro de Justicia para las Mujeres, los Módulos de Atención Primaria que atienden a un minuto del arribo, la K9, las denuncias en plataformas digitales, la creación dela Agencia de Investigación Criminal, desarrollo de miles de sistemas para aplicar en la investigación, el edificio de Servicios de Investigación Científica, las Unidades Móviles de Investigación, el Centro Estatal de Personas Desaparecidas, la Unidad de Identificación de Personas Fallecidas, hizo de la Fiscalía de Guanajuato la única instancia certificadora de Analistas de Información, entre muchas más.
Biografía
Carlos Zamarripa originario de la ciudad de León, Guanajuato; Licenciado en Derecho por la Universidad de la Salle Bajío, Campus León, con Maestría en Ciencias Jurídico Penales por la Universidad de Guanajuato, y egresado de la primera generación de la Maestría en Ciencias Forenses, impartida en la Universidad de Guanajuato. Cursó el Diplomado en Derecho Criminal en la Universidad de Virginia, Estados Unidos de América; realizó pasantía en Santiago de Chile, dentro del «Programa Especial para Ministerios Públicos de la Reforma Procesal Penal», así como concluyó en Herzelia, Israel el Seminario en Materia de Inteligencia; recibió Reconocimiento por parte de la Fundación para la Implementación de Estrategias Profesionales, el Grupo Mundial de Policías y la Dirección Europea y Latinoamericana de Seguridad y Prevención, por su destacada participación en el II Congreso Internacional de Seguridad; fue certificado en Drogas e Investigación Criminal por el Departamento de Justicia de los Estados Unidos y su Agencia para la Administración de Cumplimiento de Leyes sobre las Drogas, D.E.A.; participó en el II Congreso Internacional de Seguridad, celebrado en la República de Argentina, y en el Curso de Formación Presencial en la Aplicación del Sistema Adversaria!, en Honolulú, Hawaii, E.U.A.; es Especialista en Juicio Oral y Proceso Penal Acusatorio, grado otorgado por el Instituto Nacional de Ciencias Penales (INACIPE), egresado de la Academia Nacional del Buró Federal de Investigación, F.B.I. por sus siglas en inglés, en Quantico, Virginia, y cuenta con certificado de asistencia a giras de estudios a la Agencia para el Control de Alcoholes, Tabaco, Armas de Fuego y Explosivos (ATF por sus siglas en inglés), del referido Departamento de Justicia.
Carrera profesional
editar
Profesionalmente, se ha desarrollado en el servicio público con especialización en el ámbito de la procuración de justicia penal, desempeñando, entre otros, los cargos de Oficial Ministerial, Secretario de Agencia, Delegado y Agente del Ministerio Público, Jefe de Zona, Director de Averiguaciones Previas, Coordinador General de la Policía Ministerial, Subprocurador de Investigación Especializada, Procurador General de Justicia y a partir del 20 de febrero del año 2019, asumió el cargo de Fiscal General del Estado de Guanajuato. Ha recibido diversos reconocimientos, entre los que destacan el Certificado de Agradecimiento emitido por «National lnsurance Crime Bureau», por su liderazgo en la recuperación y repatriación de Vehículos en el Estado de Guanajuato, así como el Reconocimiento como expositor en el marco de la VI Jornada Internacional sobre «Estado de Derecho y Administración de Justicia Penal», verificada en la ciudad de Asunción, Paraguay en el mes de abril de 2011, y fue invitado por la Conferencia de Procuradores Generales de Justicia del Oeste de los Estados Unidos de América (CWAG) a participar en la sesión de inauguración del Simposium Internacional Educacional «México en Transición», llevado a cabo en la ciudad de lndianapolis, Indiana, EUA.
Actualmente es, además, Representante de la Zona Occidente de la Conferencia Nacional de Procuración de Justicia, que comprende siete Estados. Asimismo, es autor de diversos artículos en materia de procuración de justicia, colaborando en ediciones coordinadas por instancias especializadas como el INACIPE, la FEPADE, el Poder Judicial de la Ciudad de México, Universidad de Guanajuato, entre otras.
Cursos, congresos y talleres
editar
- Pasantía en Santiago de Chile dentro del «Programa Especial para Ministerios Públicos de la Reforma Procesal Penal" Seminario en Materia de Inteligencia; mismo que desarrollo en Herzelia Israel • Certificación en Drogas e Investigación Criminal policiaca. Departamento de Justicia de los Estados Unidos y su Agencia para la Administración de Cumplimiento de Leves sobre las Drogas. DEA • Curso «Crimna Justice Education». impartido por la Universidad de Virginia. • Curso de especialización en «Interviewing and Interrogation», en la 204th National Academy Session, dei U.S. Department or Justice. Federal Bureau or Investigation. • «General Course of Instruction» impartido por FBI National AcademvUnited States Department Justice en Quantico Estado de Virginia Curso de instrucción en «Drug and criminal investigation»,impartido por el United States Department of Justice, Drug Entorcement Administration • «The United States Drug Enforcement Administration's Drug and Criminal Investigation», impartido por el Unitea States Department Justice, Drug Entorcomen Administration. • Participación en «II Congreso Internacional de Seguridad» Los Nuevos Desafíos de la seguridad pública privada a nivel mundial, Antiterrorismo - Antisecuestro Antinarcotráfico - Lavado de Dinero - Tatuajes Carcelarios - Falsificación de Moneda - Armas Tumberas. - Negociador de Rehenes Policía comunitaria Inteligencia Policial, organizado por la Fundación para la Integración de Estrategias Profesionales, Grupo Mundial de Policías, Dirección Europea de Seguridad Prevención y Dirección de Latinoamericana de Seguridad y Prevención. Región Latinoamérica-Republica de Argentina • «111 Diplomado en Procuración de Justicia para Agentes del Ministerio Público», Universidad Lasallista Benavente y la otrora Procuraduría General de Justicia del Estado de Guanajuato. • Curso «Delincuencia Organizada», impartido por el Sistema Nacional de Seguridad Pública, la Academia Nacional de Seguridad Pública y la otrora Procuraduría General de Justicia del Estado de Querétaro. • «Seminario Derecho Penal: Presente y Futuro», organizado por la Procuraduría de los Derechos Humanos del Estado de Guanajuato. • Seminario Internacional Itinerante «Estado Actual de la Política Criminal/ en América Latina», Universidad Iberoamericana, León. • Asistencia a conferencia «El Procedimiento Disciplinarlo Administrativo», organizada por la otrora Procuraduría General de Justicia del Estado Guanajuato. • Certificado por cursar satisfactoriamente el «The Mexico Chapter FBI National Academy Retraining Sessiom,, efectuado a través de la FBI Academy, en el Distrito Federal. • Participación en el «Simposio de Jefes de Policía de Centroamérica, el Caribe, Alemania y México», realizado por la Oficina Federal de Investigaciones Criminales-BKA y la Agencia Federal de Investigación de la otrora Procuraduría General de la República, en el entonces Distrito Federal. • Diplomado en «Alta Dirección, impartido por el Instituto de Estudios Superiores del Bajío. • Participación en el curso «Técnicas de Investigación de Narcóticos e Intervención, impartido por la otrora Procuraduría General de Justicia del Estado de Guanajuato y la Agencia Antidrogas de Estados Unidos. • Asistencia a la conferencia «Delincuencia Organizada/ Delitos de Alto Impacto», realizado por la otrora Procuraduría General de Justicia del Estado Guanajuato. • Congreso internacional «La Reforma Constitucional en materia penal Desafíos y perspectivas», organizado por el INACIPE y el Gobierno del Estado de Guanajuato, a través de la otrora Procuraduría General de Justicia del Estado. • Seminario Internacional «Proceso Penal Acusatorio, Justicia Alternativa y Juicios Orales», organizado por la otrora Procuraduría General de Justicia del Estado de Guanajuato. • «Simposio Nacional sobre la Reforma Constitucional en Materia Penal», organizado por la Suprema Corte de Justicia de la Nación y el Consejo de la Judicatura Federal. • «Foro Acciones Indispensables para el Fortalecimiento de la Seguridad Pública y la Prevención del Delito», organizado por el Gobierno del Estado de Guanajuato a través del Secretariado Ejecutivo del Sistema Estatal de Seguridad Pública. • Asistencia y participación en el «Reentrenamiento año 201B», realizado en la Ciudad de México del 8 al 10 de agosto de 2018, organizado por el FBI National Academy, Associates -Grupo México. • «Training Conference of the International Association of Financia/Crimes Investigators», efectuada en Forth Worth, Texas, del 13 al 17 de agosto de 2018, organizada por International Association of Financia/Crimes lnvestigators. • Asistencia y participación en el «Primer Reentrenamiento Regional del FBINAA Grupo México, Zona Centro», realizado en la Ciudad de Puebla, Puebla el 29 y 30 de octubre de 2018, organizado por el FBI National Academy Associates-Grupo México y la Secretaría de Seguridad Pública del Estado de Puebla. • Asistencia y participación en el «Tercer Simposio Internacional de Ciencias Forenses», realizado en la Ciudad de México, del 12 al 14 de agosto de 2019, organizado por la Embajada de los Estados Unidos de América en México en colaboración con el Gobierno de los Estados Unidos Mexicanos, bajo el marco de la Iniciativa Mérida. • Asistencia a giras de estudios a la Agencia para el Control de Alcoholes, Tabaco, Armas de Fuego y Explosivos (ATF por sus siglas en inglés), del Departamento de Justicia de los Estados Unidos de América, en Washington D. C.

Publicaciones
editar
«Perspectivas en torno a la legalización de las drogas en México», en «Iter Criminis», número 6, Quinta Época, mayo-junio de 2012, INACIPE. «La Justicia Penal Electoral en el marco del Sistema Procesal Penal Acusatorio: perspectiva en el estado de Guanajuato», en «FEPADE Difunde», Número 25, Año 11, agosto 2013, FEPADE. «La Función Ministerial en el Nuevo Sistema de Justicia Penal. Perspectiva en el Estado de Guanajuato», en «Nova Justitia», número 5, noviembre 2013. Poder Judicial del Distrito Federal. d) «Civilidad democrática en Guanajuato: custodia de la Identidad y del voto», en «FEPADE Difunde», Número 26, FEPADE. «Nueva configuración normativa en materia penal-electoral. Implicaciones y desafíos para las Instituciones de Procuración de Justicia», en «FEPADE Difunde», Número 27, FEPADE. «La Procuración de Justicia como parte del Sistema de Seguridad Pública. Retos y prospectiva en Guanajuato», en «Seguridad y Ciudadanía, perspectivas en torno a un modelo de Seguridad Ciudadana para el Estado de Guanajuato», Secretariado Ejecutivo del Sistema Estatal de Seguridad Pública, 2015. «El Nuevo Sistema de Justicia Penal Acusatorio en el estado de Guanajuato», en «Reforma Penal 2008-2016. El Sistema Penal Acusatorio en México», Coord. Arely Gómez González, INACIPE, 2016. «La función del Ministerio Público (Artículo 21 constitucional)», en «Constitución Política de los Estados Unidos Mexicanos, edición comentada», Universidad de Guanajuato, 2017. Texto-Capítulo «Aportaciones del doctor Sergio García Ramírez a la procuración de justicia en México» en Libro «Para lo que sirve el Derecho. Estudios jurídicos sobre la obra de Sergio García Ramírez», trabajo colectivo coordinado por el Dr. Luis Felipe Guerrero Agripino, Rector de la Universidad de Guanajuato. d) Artículo «Observación y visión ciudadana en la procuración de Justicia -colaboración y perspectiva de la Fiscalía General del Estado de Guanajuato (experiencias, logros y retos)-» para libro a editar por el Observatorio Nacional Ciudadano, denominado «10 años de la Red Nacional de Observatorios se Seguridad. Justicia y Legalidad», pendiente de publicación.
Ponencias
A nivel estatal y nacional. • Comentarista en el II Seminario Internacional «Ciudades Innovadoras. ¿Cómo recuperar y reactivar la ciudad hoy'!», organizado por el Instituto Municipal de Planeación de León, Guanajuato. • «Los retos de la Implementación de la Reforma Procesal Penal en el Estado de Guanajuato». Congreso Nacional de Derecho Procesal Penal «Hacia la Armonización de la Legislación Procesal Penal en México», organizado por la SETEC y la Comisión Estatal para la Implementación del Nuevo Sistema de Justicia Penal y de Seguridad Pública. • Presentación ante la XXIV Asamblea Plenaria de la Conferencia Nacional de Procuración de Justicia, «Propuesta de Homologación de Extinción de Dominio». • Conferencia denominada Comentarlos a la Nueva Ley Orgánica del Ministerio Público», en el marco del «IV Seminario Permanente de Actualización Legislativa y Jurisprudencia! de la División de Derechos, Política y Gobierno de la Universidad de Guanajuato». • Comentarios al Libro Teoría del Delito y Argumentación Jurídica. Notas para la construcción de la teoría del caso en el sistema acusatorio», de la autoría del Dr. Luis Felipe Guerrero Agripino. Rector General de la Universidad de Guanajuato. • Presentación del Libro La Policía en el Sistema Penal Acusatorio, de la autoría de la Maestra Isabel Maldonado Sánchez. • Comentarios al Libro Compendio Temático de Derecho Penal, de la autoría del Dr. Manuel Vidaurri Aréchiga. otrora Secretario General de la Universidad de Guanajuato. • Comentarios al Tomo III de la Colección Editorial denominada «Temas de Derecho Procesal Electoral». • Plática sobre «Justicia», dictada en el marco del Curso-Taller denominado impulso al fortalecimiento Institucional de los Municipios». • Conferencia Investigación Criminológica sobre el delito», impartida ante el Centro de Estudios Tecnológicos Industrial y de Servicios No. 21, León, Gto. • Ponente en el 47º Aniversario de la Fundación de la Facultad de Enfermería y Obstetricia de León, con el tema «Los Aspectos Legales en la Procuración de Órganos», que se llevó a cabo en la ciudad de León, Gto. • Conferencias magistrales «seminario», la primera de ellas en la Universidad Quetzalcóatl, lrapuato, Gto., y la segunda, en el Campus Moroleón de dicha Universidad. • Participación dentro de las actividades desarrolladas durante el Ciclo CAR 2008, Universidad Santa Fe A.C. • Conferencista con el tema Secuestro, Extorsión y Autoprotección», llevada a cabo en León, Gto. (Banamex). • Ponencia Visión de las reformas desde el ámbito de la Procuración de Justicia, efectuada en León, Guanajuato, en el marco del Foro Seguridad Pública, Visión de las reformas constitucionales en materia penal. • Ponente en la 1ª Semana de la Ciencia Forenses, Guanajuato, Gto., organizada por la Procuraduría General de Justicia del Estado de Guanajuato a través de la Coordinación General de Servicios Periciales. • Impartió la materia «Acuerdo de Retención», a la Generación XXVII y XVIII de la Especialidad en Procuración de Justicia Penal. • Ponente en los trabajos de la 1ra. Sesión Ordinaria 2014 de la Conferencia Nacional de Procuración de Justicia, realizada en Nuevo Vallarta, Nayarit. • Mensaje del «Lectio Brevis», para la inauguración del ciclo escolar 16-1, Universidad Santa Fe, Guanajuato, Gto., el día 10 de agosto de 2015. • Exposición del tema Situación y retos de la Procuraduría, ante el Colegio de Abogados de León, A.C. • Ponencia dentro del Reentrenamiento Anual a través del FBI Academy Associates - Grupo México, bajo el esquema de cooperación de la Iniciativa Mérida, realizado en la Ciudad de México, del 14 al 16 de junio de 2017. • Participación en el panel «El Reto de un Modelo de Investigación Eficaz para la Procuración de Justicia» en el Congreso Nacional de Justicia Penal, organizado por el Gobierno de Querétaro y la Agencia de los Estados Unidos para el Desarrollo Internacional USAID. • Ponencia en el «Foro Nacional «La Seguridad Pública que a México le urge», efectuado en Ciudad de México. (Febrero 2018). • Conferencia magistral «La Investigación científica en la procuración de Justicia. Implicaciones en el ámbito probatorio», presentada el 2 de agosto de 2022 en el marco del Congreso Internacional de Derecho Probatorio, celebrado los día 1 y 2 de agosto de 2022, en Guanajuato, Guanajuato, México. • Ponencia denominada «Problemática de seguridad y aumento de homicidios dolosos», impartida a los integrantes de la 41ª Antigüedad de la Maestría en Seguridad Nacional del Colegio de Defensa Nacional. • Ponencia dentro del Primer Reentrenamiento Regional del FBINAA Grupo México, Zona Centro, realizado en la Academia de Formación y Desarrollo Policial Puebla - Iniciativa Mérida Gral. Ignacio Zaragoza, a través del FBI Academy Associates - Grupo México y la Secretaría de Seguridad Pública del Estado de Puebla, realizado en la Ciudad de Puebla, Puebla.
A nivel internacional. • Ponencia denominada «Los Desafíos Constitucionales y la Reforma del Orden Jurídico Penal en México», dictada en Asunción Paragua en e marco de la «VI. Jornada Internacional: Estado de Derecho V Administración de la Justicia Penal», organizada por el centro de Ciencias Penales y Política Criminal el Ministerio Publico de la República del Paraguay.
Participación en el «2017 International Fellows Program of the National Attorneys General Training research Institute» ,en diversas sedes en las ciudades de Washington y Nueva York, Estados Unidos de América.
- Participación en el panel «como consolida judicialización de los delitos complejos» con el tema «Desafíos v buenas practicas en materia de Seguridad y Justicia», en el marco de la «Semana de la Seguridad Ciudadana, el futuro de las instituciones de seguridad ciudadana y justicia de América Latina y el Caribe ¿Qué innovaciones estamos aportando?» en Washington D. C. septiembre 2019.

Premios y reconocimientos
- 2012 - Premio estatal a la jurisprudencia, otorgado por la Barra de Abogados del Estado de Guanajuato.[1]

Trascendió a través de la historia
Carlos Zamarripa, ha liderado una modernización. Implementó el sistema procesal penal acusatorio, promoviendo la transparencia y agilidad en los procesos judiciales. Pionero en la creación de Mecanismos Alternativos de Solución de Controversias, ha facilitado la reparación del daño a través de la conciliación y la mediación, transformando la manera en que Guanajuato aborda la justicia penal.
Especialización y Eficiencia Operativa
Bajo su liderazgo, se ha reorganizado la Fiscalía para enfocarse en la atención primaria y la especialización en la investigación del delito. Unidades especializadas como las de homicidios, trata de personas y corrupción de menores, han fortalecido la capacidad de respuesta ante los desafíos criminales. La implementación de tecnología de punta y la formación de un equipo humano altamente calificado han maximizado la eficiencia operativa y la calidad del servicio a la comunidad.
Compromiso Social y Género
Con la creación del Centro de Justicia para las Mujeres, el Fiscal General ha materializado su compromiso con la equidad y la justicia de género. Este centro integral no solo proporciona servicios especializados, sino que también empodera a las mujeres víctimas del delito, fortaleciendo su acceso a la justicia y su capacidad de recuperación en un entorno seguro y comprensivo.
Mirada hacia el Futuro
A pesar de los logros alcanzados, el Fiscal General reconoce que la tarea de modernizar la procuración de justicia es un proceso continuo. Su visión incluye integración de nuevas tecnologías y la capacitación continua del personal, asegurando que Guanajuato permanezca a la vanguardia en la investigación criminal y el servicio a la comunidad.
En resumen, el Fiscal General del Estado de Guanajuato ha demostrado un compromiso inquebrantable con la justicia y los ciudadanos. Su liderazgo ha transformado la Fiscalía en un modelo de eficiencia, especialización y compromiso social, dejando una huella profunda en la historia de Guanajuato y estableciendo un estándar para la procuración de justicia en México.